# Axyris
Axyris é um género botânico pertencente à família Amaranthaceae.

## Espécies
- Axyris amaranthoides
  - Axyris amaranthoides fo. dentata
  - Axyris amaranthoides var. dentata
  - Axyris amaranthoides var. humifusa
  - Axyris amaranthoides fo. nana
  - Axyris amaranthoides var. nana
- Axyris caucasica
- Axyris ceratoides
- Axyris glacialis
- Axyris hybrida
- Axyris hybrida var. eravinensis
- Axyris koreana
- Axyris pamirica
- Axyris pentandra
- Axyris prostrata
  - Axyris prostrata fo. ovatifolia
  - Axyris prostrata var. pamirica
- Axyris sphaerosperma
  - Axyris sphaerosperma var. caucasica